# Војводство Напуљ
Напуљско војводство је била држава која је од 661. до 1137. године постојала у јужној Италији. Војводство се одвојило од Византијског царства средином 8. века. Године 1137. пало је у руке Нормана и прикључено је Краљевству Сицилији.

## Историја
Византијски цар Констанс II дао је 661. године месном војводи Басилу титулу војводе Напуља. Војводе Напуља контролисале су област која отприлике одговара данашњој области покрајине Напуљ. Године 763. војвода Стефан отказао је верност византијском цару и Напуљ ставио под сизеренство папе. Папа је помогао његовом наследнику, Јовану I Напуљском да се одбрани од напада Лангобарда што византијски цар због удаљености Цариграда није могао учинити. Византијски Грци ускоро су постали опасни по Напуљ колико и Лангобарди. Године 812. Напуљ је одбио да пошаље византијском цару Лаву III Исавријанцу помоћ за борбу против Сарацена. На позив у помоћ од италијанских држава одазвали су се једино Амалфи и Гаета. Напуљска флота учествовала је у бици код Остије 849. године у којој се више италијанских држава супротставило нападу Сарацена. Напуљско војводство освојили су Нормани 1137. године. Била је то последња држава на југу Италије која је пала по власт Нормана. Надживела је Амалфи, Гаету и Соренто.